# Güntersleben
Güntersleben település Németországban, azon belül Bajorországban. Lakosainak száma 4567 fő (2023. december 31.). Güntersleben Thüngersheim, Retzstadt, Gramschatzer Wald, Rimpar és Veitshöchheim községekkel határos.

## Népesség
A település népessége az elmúlt években az alábbi módon változott:
| Lakosok száma | 1061 | 1891 | 2879 | 3591 | 4342 | 4349 | 4423 | 4468 | 4454 | 4567 |
|               | 1875 | 1950 | 1975 | 1987 | 2012 | 2014 | 2016 | 2017 | 2021 | 2023 |